# Hotel des Nordens
Hotel des Nordens er et hotel, der  ligger lige efter den dansk/tyske grænseovergang ved Kruså i Harrislee, Tyskland og er med sine 127 værelser et af Nordtysklands største hoteller.
Hotellet påbegyndte i 2015 en større ombygning og gennemgribende renovering af alle værelser og suiter som forventes færdigt i 2016, og som blandt andet har moderniseret wellnessområdet, Aquapoint, hvor man svømmer indefra og ud året rundt. Dertil kommer faciliteter som skøjtebane, bordtennis, wellness-studio med mulighed for diverse behandlinger/massage, fitnesslokale, bordfodbold osv.
54°50′12.76″N 9°24′25.91″Ø / 54.8368778°N 9.4071972°Ø